# آرتاشس امین
آرتاش امین ((به ارمنی: Արտաշես Էմին)، متولد ۴ ژانویه ۱۹۶۱) یک مترجم، مقاله‌نویس ارمنی است. او عضو اتحادیه نویسندگان ارمنستان، انجمن بین‌المللی مترجمان کنفرانس (۲۰۰۵)، انجمن مترجمان کنفرانس ارمنی (ACIA)، مرکز PEN ارمنی، انجمن تاریخ شفاهی است. او به عنوان هنرمند شایسته ارمنستان (۲۰۱۵) شناخته شده و از ۱۹۹۷ تا ۲۰۱۹ به عنوان کنسول افتخاری کانادا در ارمنستان خدمت کرده است.

## زندگی‌نامه
او در خانواده شاعر گئورگ امین به دنیا آمد و از دانشگاه دولتی ایروان، دانشکده زبان‌شناسی رمان و ژرمن (با افتخار) در سال ۱۹۸۲ فارغ‌التحصیل شد و در سال ۱۹۸۶ به عنوان داوطلب دکترا در ادبیات تطبیقی تحصیلات تکمیلی خود را به پایان رساند. او در YSU از سال ۱۹۸۶ تا سال ۱۹۹۲ مدیر مرکز میراث ویلیام سارویان بود. در سال ۱۹۹۲ مدیر دفتر نمایندگی کانادا در ارمنستان شد. او از سال ۱۹۹۴ تا ۱۹۹۵ در دانشگاه میشیگان و دانشگاه هاروارد تحت برنامه فولبرایت تدریس کرد. پس از بازگشت به ارمنستان، در سال ۱۹۹۶ آژانس ترجمه بابل را تأسیس کرد که در ارائه مترجمان همزمان تخصص دارد. او در سال ۱۹۹۷ به عنوان کنسول افتخاری کانادا در ارمنستان منصوب شد و تا ۲۰۱۹ در این نقش باقی ماند. او از سال ۱۹۹۰ تا ۱۹۹۸ به عنوان دبیرکل مرکز PEN ارمنی خدمت کرد. او در سال ۱۹۹۹ به عنوان کارشناسی ارشد حقوق از دانشکده حقوق دانشگاه آمریکایی ارمنستان فارغ‌التحصیل شد. او یکی از برندگان برنامه تلویزیونی محبوب بازی فکری روسی‌زبان چی؟ کجا؟ کی؟ در قسمت ۲۷ مارس ۲۰۱۰ بود.

## کار به عنوان مترجم
از سال ۱۹۸۸، او ترجمه همزمان بین ارمنی، انگلیسی و روسی را برای بسیاری از نهادهای بین‌المللی ارائه داده است (نمونه): شورای اروپا، صندوق بین‌المللی پول، PACE، کمیسیون اروپا، پارلمان اروپا، سازمان امنیت و همکاری اروپا، برنامه توسعه ملل متحد، کمیساریای عالی سازمان ملل برای پناهندگان، یونیسف، صندوق جمعیت ملل متحد، سازمان خواربار و کشاورزی ملل متحد، برنامه جهانی غذا، سازمان جهانی بهداشت، آکسفام، دفتر هماهنگی امور بشردوستانه سازمان ملل، فیچ ریتینگز، استاندارد اند پورز، پرایس‌واترهاوس‌کوپرز، ارنست اند یانگ، بانک مرکزی ارمنستان، سیستم فدرال رزرو، بانک مرکزی روسیه، عفو بین‌الملل، شفافیت بین‌الملل، اف‌بی‌آی، ژاندارمری ملی فرانسه، ناتو، آژانس کاهش تهدیدات دفاعی، آژانس بین‌المللی انرژی اتمی، مرکز بین‌المللی علوم و فناوری، دیلویت و توش، آکادمی علوم ارمنستان، فیلیپ موریس اینترنشنال، بی‌ام‌و، پرنود ریکارد، هوبلو، ال‌وی‌ام‌اچ، وزارت امور خارجه ایالات متحده، یواس‌ای تودی، سازمان جهانی گمرک، فیده، بانک توسعه آسیایی، صندوق جهانی طبیعت، انجمن وکلای آمریکا، بنیاد اوراسیا، بانک اروپایی بازسازی و توسعه، خدمات امدادی کاتولیک، هیئت بین‌المللی تحقیقات و تبادلات، شورای جهانی کلیساها، هالو تراست، سپاه صلح، ورلد ویژن، اچ‌اس‌بی‌سی، یونسکو، کمیته بازل در نظارت بانکی، اسمیتسونین و غیره.
در این دوره، او موضوعات بین‌رشته‌ای مختلفی را در زمینه شیمی، ژنتیک، چشم‌پزشکی، نورولوژی، جراحی مغز و اعصاب، قلب‌شناسی، اطفال، برنامه‌ریزی شهری، پست‌مدرنیسم، هنر باروک رومی، پیشگیری از نسل‌کشی، عدالت کیفری، انرژی تجدیدپذیر، نوآوری، حسابرسی داخلی، زلزله‌شناسی، اکومنیسم، کاهش خطر بلایا و غیره ترجمه کرده است.

## فهرست آثار منتشر شده

### انگلیسی به ارمنی
- ادگار آلن پو، کابوس‌ها و خواب‌ها (داستان‌ها)، ایروان، Sov. Grogh. 1983;
- جورج اورول، مزرعه حیوانات، ایروان، آپولون، ۱۹۹۱;
- ویلیام گلدینگ، سالار مگس‌ها، پینچر مارتین، ایروان، Sov. Grogh. 1990;
- ویلیام سارویان، نمایشنامه‌ها، داستان‌های کوتاه و خاطرات در آثار منتخب در چهار جلد. ایروان، Sov. Grogh. 1987–91;
- آرتور میلر، مرگ فروشنده، در درام قرن بیستم، جلد سوم، انتشارات دانشگاه ایروان ۱۹۹۲;
- دیانا در هووانسیان، درون چشم‌های سبز چشم‌های سیاه (اشعار)، ایروان، Sov. Grogh. 1986;
- هارولد پینتر، عاشق[۶]

برای انتشار در ۲۰۲۰:
- توماس پینچون، قوس رنگین‌کمان جاذبه، ایروان، آنتارس
- تورنتون وایلدر، پل سن لوئیس ری، ایروان، آنتارس
- رودخانه نام‌ها، مجموعه‌ای از ۲۶ داستان کوتاه آمریکایی، ایروان، آنتارس

### انگلیسی به روسی
- تروانیان، شیبومی، ایروان، اورارتو #138-۱۶۰, ۱۹۹۵–۱۹۹۶;
- تروانیان، شب داغ در شهر، ایروان، هایراپت ۲۰۱۱
- جک هاشیان، مامیکون، مسکو، پرستیژ بوکس ۲۰۱۸

### ارمنی به انگلیسی
- نایری زاریان، داویت ساسون، ایروان، هایراپت ۲۰۱۲

### روسی به انگلیسی
- پلاتون زوبوف، ستاره‌شناس قره‌باغ، ACF، آرلینگتون ۲۰۱۲